# DDR2 SDRAM

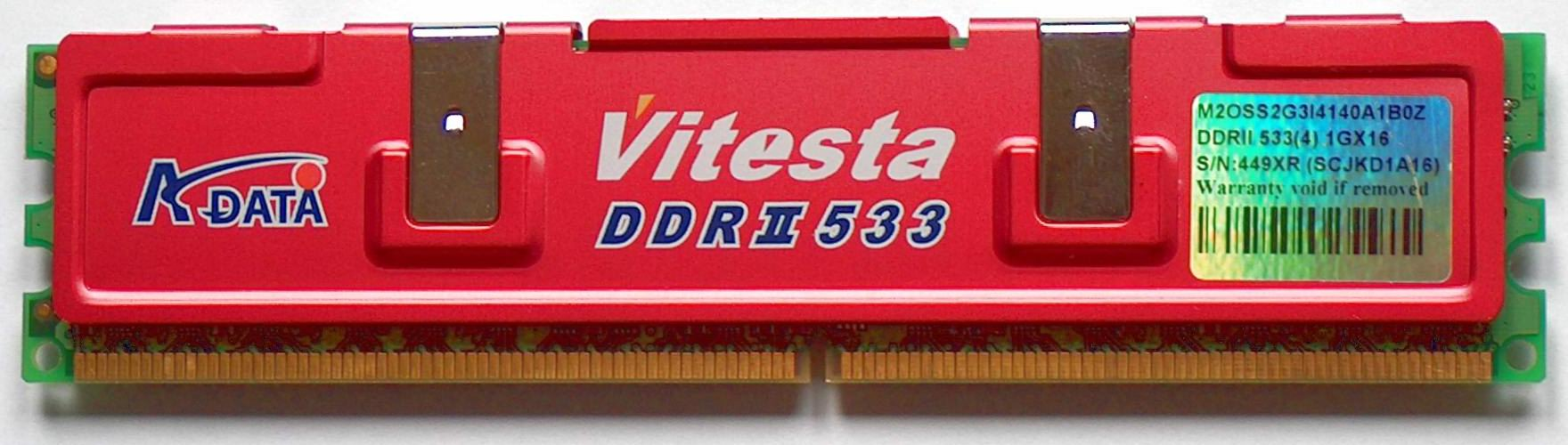
1기가바이트 DDR2 SDRAM

전자 공학에서 DDR2 SDRAM은 컴퓨터와 다른 디지털 회로 장치에서 데이터를 빠르게 처리하는 데 쓰이는 램 기술이다. 수많은 디램 가운데 하나인 SDRAM계 기술의 일부이며, 이전 기술인 DDR SDRAM에 이어 눈에 띄게 개선되었다.
주된 이점은 외부 데이터 버스를 DDR SDRAM의 두 배 만큼 빠르게 동작한다는 것이다. 이러한 이점은 개선된 버스 시그널링을 통해 수행된다. DDR2 메모리는 DDR 메모리와 같은 클럭을 가졌으므로 같은 대역을 제공하지만 레이턴시가 꽤 높기 때문에 성능이 떨어질 수 있다.

## 규격 표준

데스크톱 PC용 메모리 모듈 메모리 비교.

휴대용 노트북 메모리 모듈 비교.

| 표준 이름                     | 메모리 클럭 (MHz) | 순환 주기 (ns) | 입출력 버스 클럭 (MHz) | 데이터 속도 (MT/s) | 모듈 이름 | 최고 전송률 (MB/s) | 타이밍 (CL-tRCD-tRP) | CAS 레이턴시 (ns) |
| ----------------------------- | ----------------- | -------------- | ---------------------- | ------------------ | --------- | ------------------ | -------------------- | ----------------- |
| DDR2-400B DDR2-400C           | 100               | 10             | 200                    | 400                | PC2-3200  | 3200               | 3-3-3 4-4-4          | 15 20             |
| DDR2-533B DDR2-533C           | 133⅓              | 7½             | 266⅔                   | 533⅓               | PC2-4200* | 4266⅔              | 3-3-3 4-4-4          | 11¼ 15            |
| DDR2-667C DDR2-667D           | 166⅔              | 6              | 333⅓                   | 666⅔               | PC2-5300* | 5333⅓              | 4-4-4 5-5-5          | 12 15             |
| DDR2-800C DDR2-800D DDR2-800E | 200               | 5              | 400                    | 800                | PC2-6400  | 6400               | 4-4-4 5-5-5 6-6-6    | 10 12½ 15         |
| DDR2-1066E DDR2-1066F         | 266⅔              | 3¾             | 533⅓                   | 1066⅔              | PC2-8500* | 8533⅓              | 6-6-6 7-7-7          | 11¼ 13⅛           |

## GDDR 메모리와의 관계
DDR2 기술을 사용하는 것으로 주장되는 최초의 상용 제품은 엔비디아 지포스 FX 5800 그래픽 카드였다. 그러나 그래픽 카드에 사용된 GDDR2 메모리는 DDR2가 아니라 DDR과 DDR2 기술 사이의 초기 중간 지점의 메모리였다. DDR2를 GDDR2로 부르는 것은 이치에 맞지 않는다. 특히 입출력 클럭 속도의 2배 성능 개선이 존재하지 않는다. 명목 상의 DDR 전압으로 인해 심각한 과열 문제가 있었다. 그 뒤로 ATI는 GDDR 기술을 DDR2 SDRAM 기반의 GDDR3로 추가 설계하였으나 그래픽 카드에 맞게 여러 추가사항이 포함되어 있다.

## 같이 보기
- 램
- SO-DIMM
- 듀얼 채널
- DDR3 SDRAM
- CAS 레이턴시